# Heugemerveld
Heugemerveld (van 1966-1998 officieel Akerpoort geheten) is een woonwijk in de Nederlandse stad Maastricht. Het is tevens een van de 44 officiële buurten binnen de gemeente Maastricht.

## Ligging
Heugemerveld ligt ingeklemd tussen de spoorlijn Maastricht-Luik, de buurten Wyck en Céramique en het tracé van de John F. Kennedybrug en John F. Kennedysingel (N278).

## Geschiedenis
De huidige naam van de woonwijk is afgeleid van een oude topografische benaming voor het gebied tussen het Maastrichtse stadsdeel Wyck en het dorp Heugem. De oudere benaming verwees naar een van de middeleeuwse stadspoorten van Wyck, de Duitse of Akerpoort.

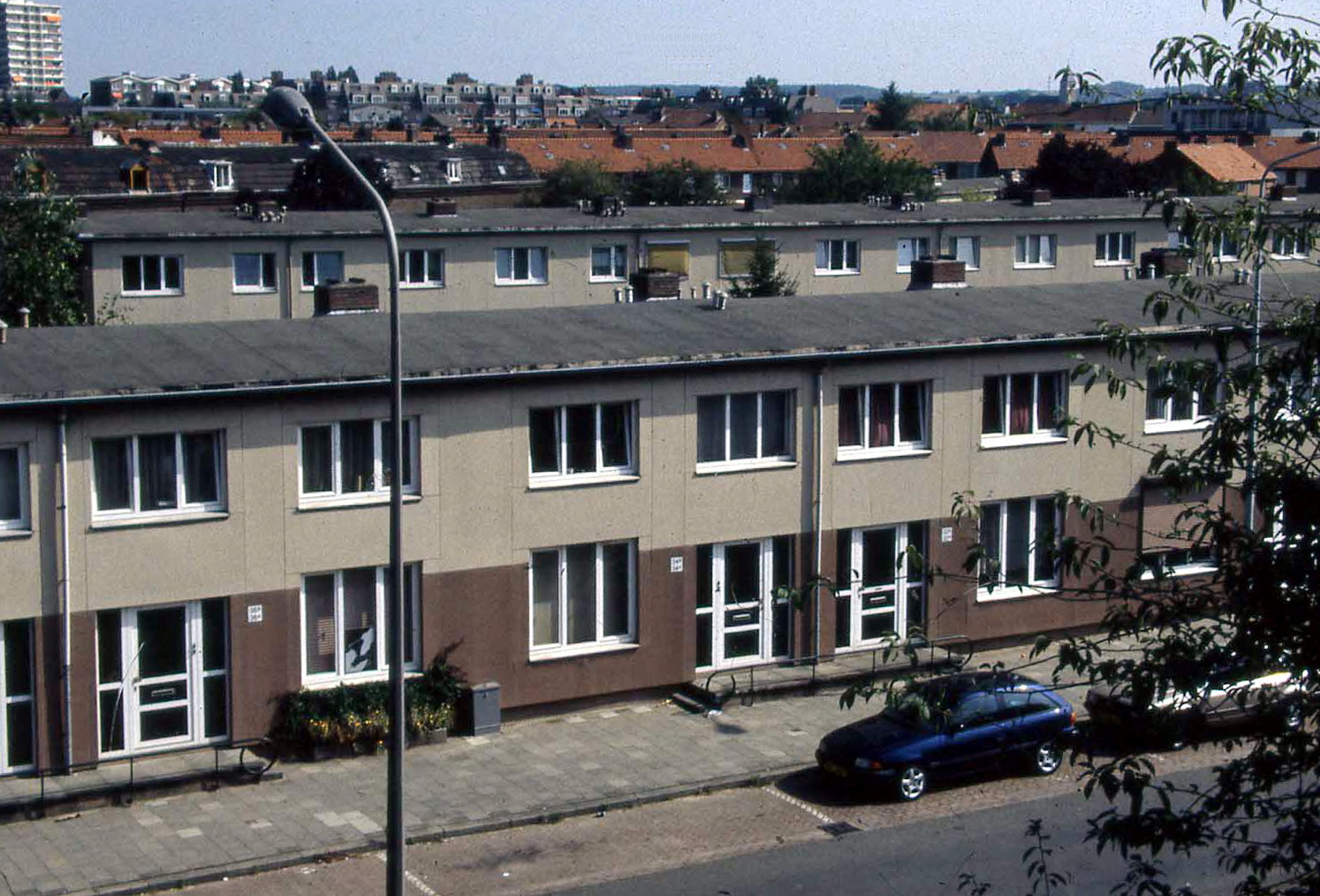
Typerende volkwoningbouw in Heugemerveld: omgeving Mgr. Poelsplein

In 1949 werd bij de aanleg van gas- en waterleidingen in de Minister Talmastraat een graf uit het eerste kwart van de eerste eeuw na Christus ontdekt, dat daarmee het oudste Romeinse graf in Maastricht is.
Heugemerveld werd van 1948 tot 1955 gebouwd naar een stedenbouwkundig plan van Frans Dingemans en was daarmee de eerste grootschalige stadsuitbreiding na de Tweede Wereldoorlog. De lintbebouwing langs de Heugemerweg, de westelijke begrenzing van de wijk, is ouder. De wijk werd gebouwd op een terrein dat uitkeek op de fabrieksmuur van de Société Céramique. Heugemerveld was een traditionele arbeiderswijk met vrijwel uitsluitend huurwoningen.
In de afgelopen jaren zijn veel woningen gesloopt of gerenoveerd en is er veel nieuwbouw gepleegd in de wijk, voornamelijk eengezinswoningen. Aan de zuidrand van de wijk, tussen de John F. Kennedysingel en het Wim Duisenbergplantsoen, is een klein kantorenwijkje gebouwd met onder andere het regionale hoofdkantoor van de Rabobank en het kantoor van woningcorporatie Servatius.

## Voorzieningen
Heugemerveld kent een beperkt aantal voorzieningen. Zo zijn er enkele winkels (onder andere een supermarkt) en horecavoorzieningen. Inwoners van de wijk kunnen gemakkelijk gebruikmaken van voorzieningen in Céramique en Wyck. Tot 2017 was er een Rooms-katholiek kerkgebouw. In het school- annex wijkgebouw "La Bellettsa" vinden buurtactiviteiten plaats.

## Architectuur en kunst in de openbare ruimte
Heugemerweg 57 is een villa uit 1880 in neorenaissancestijl en is een rijksmonument. Het hoge souterrain van de villa geeft aan dat dit gebied tot circa 1933 in het winterbed van de Maas lag. Aan de noordwestelijke gevel van de villa bevinden zich twee reliëfs met afbeeldingen van La peinture en L'architecture.
De voormalige rooms-katholieke parochiekerk van Heugemerveld, de Don Boscokerk, werd van 1958 tot 1962 gebouwd naar een ontwerp van de Maastrichtse architect Harry Koene. Het strakke, bakstenen bouwwerk is een gemeentelijk monument. Heugemerweg 1-9 (oneven) en Duitsepoort 2-12 (even) is een complex van twaalf stadswoningen van architect Alphons Boosten uit 1921. Ze vormen eveneens een gemeentelijk monument.
In 2007 werden op tien plaatsen in de wijk "betonnies" geplaatst, betonnen pony's, een kunstwerk van Tom Claassen.

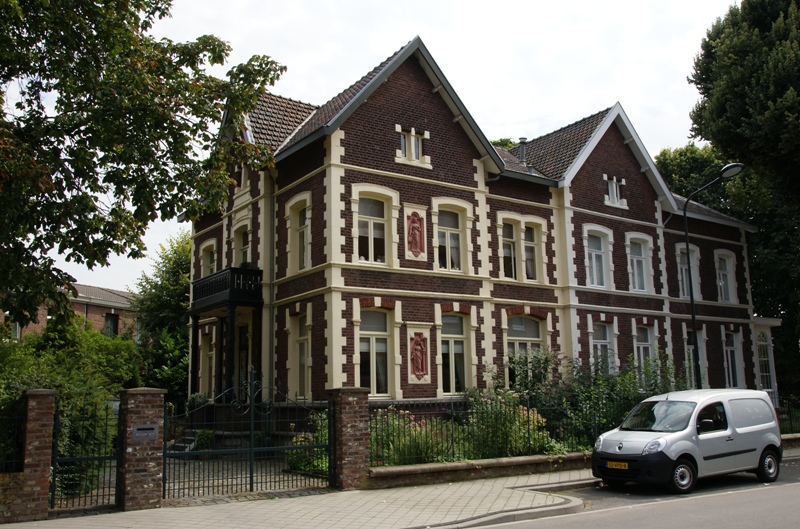
Villa Heugemerweg
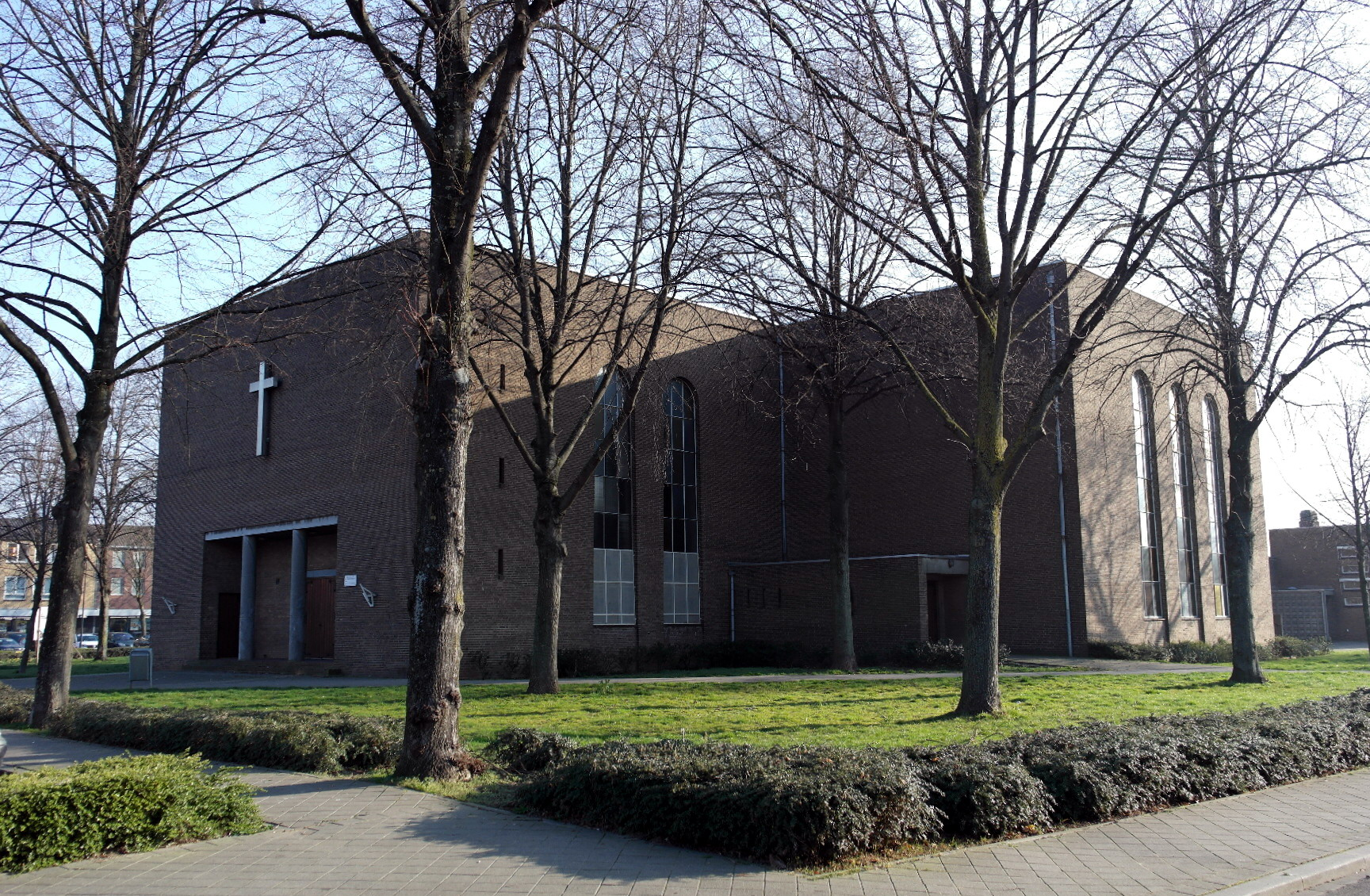
Don Boscokerk
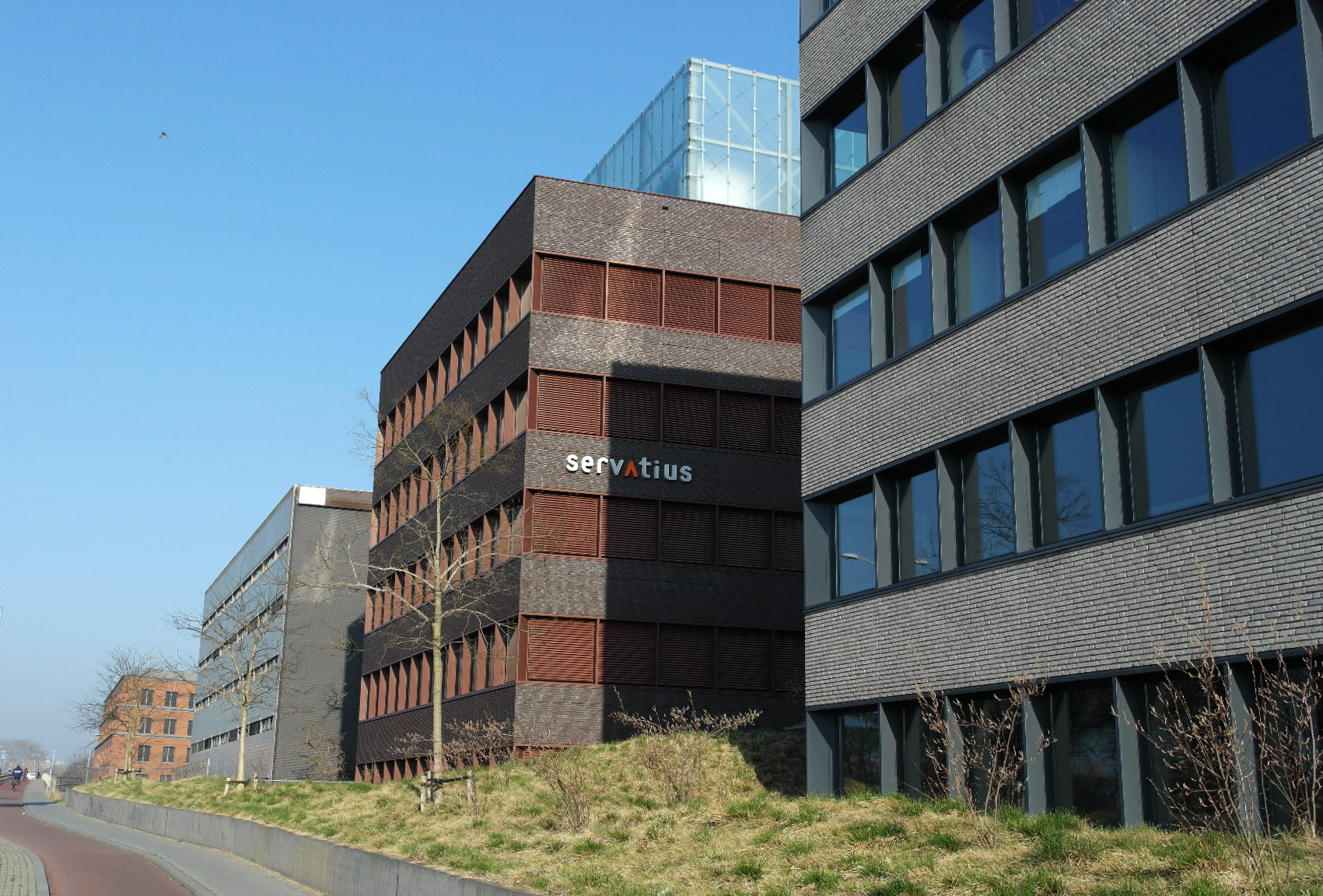
Kantoren Kennedysingel
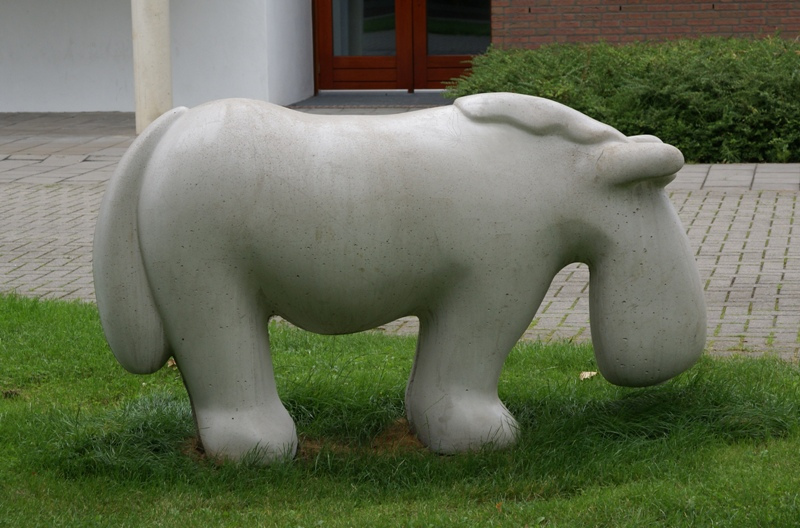
Pony in Akerpoort